# 1673

## Esdeveniments
Països Catalans
Resta del món
- S'estableix un correu regular entre Nova York i Boston.

## Naixements
Països Catalans
- 9 de juny - València: Baltasar Escrivà d'Íxer i Montsoriu, aristòcrata i erudit valencià, virrei borbònic de Mallorca.

Resta del món
- 28 de maig - Alkmaar, Països Baixos: Joan Blaeu, cartògraf holandès (n. 1596).

## Necrològiques
Països Catalans
Resta del món
- 17 de febrer, París: Molière, dramaturg i actor francès.
- 15 de desembre, 
  - Roma: 'Salvator Rosa, un pintor, gravador i poeta del barroc italià.
  - Nottinghamshire, Anglaterra: Margaret Cavendish, científica, filòsofa i escriptora anglesa.[1]